# Hildebrandtia ornatissima
Hildebrandtia ornatissima là một loài ếch thuộc họ Ptychadenidae. Đây là loài đặc hữu của Angola.
Môi trường sống tự nhiên của chúng là xavan khô, xavan ẩm, hồ nước ngọt có nước theo mùa, và đầm nước ngọt có nước theo mùa.